# Mary Katherine O’Donnell
Mary Katherine O’Donnell ist eine US-amerikanische Theater- und Filmschauspielerin.

## Leben
Von 2011 bis 2013 studierte O’Donnell Theaterschauspiel am Greensboro College. Ihr Studium schloss sie mit dem Bachelor of Arts ab. In dieser Zeit wirkte sie an mehreren Stücken innerhalb des Colleges mit. Nach ihrem Abschluss folgten Theaterrollen in Stücken am Parkway Playhouse und dem Magnetic Theatre.
Als Fernsehschauspielerin debütierte sie 2014 in acht Episoden in der Fernsehserie Salem in der Rolle der Emily. 2015 spielte O’Donnell 2015 im Fernsehfilm Night of the Wild – Die Nacht der Bestien die Rolle des Alice Wise. Im selben Jahr war sie außerdem in einer Episode der Fernsehdokuserie Dein schlimmster Albtraum zu sehen. 2017 stellte sie im Kurzfilm Unbearing die Rolle der Lindsay und im Kurzfilm Blood Spook eine schwangere Frau mit. 2018 spielte sie in den Filmproduktionen Luke & Jo und in Puppet Master: Das tödlichste Reich mit. Eine größere Rolle hatte sie 2020 im Film The Good Things Devils Do. 2021 folgte eine Rollenbesetzung im Film Bruiser.

## Filmografie (Auswahl)
- 2014: Salem (Fernsehserie, 8 Episoden)
- 2015: Night of the Wild – Die Nacht der Bestien (Night of the Wild, Fernsehfilm)
- 2015: Dein schlimmster Albtraum (Your Worst Nightmare, Fernsehdokuserie, Episode 2x02)
- 2017: Unbearing (Kurzfilm)
- 2017: Blood Spook (Kurzfilm)
- 2018: Luke & Jo
- 2018: Puppet Master: Das tödlichste Reich (Puppet Master: The Littlest Reich)
- 2020: The Good Things Devils Do
- 2021: Bruiser

## Theater (Auswahl)
- Chemical Imbalance, Greensboro College
- Almost, Maine, Greensboro College
- Laramie Project, Greensboro College
- Little Shop of Horrors, Greensboro College
- The Mystery of Edwin Drood, Parkway Playhouse
- Dancing at Lughnasa, Parkway Playhouse
- Arcadia, Parkway Playhouse
- Seminar, Rarely Theatre
- Misanthrope, Magnetic Theatre
- DOLL, Magnetic Theatre